# 太田原高昭
太田原 高昭（おおたはら たかあき、1939年9月18日 - 2017年8月11日）は、日本の農業経済学者。北海道における農業経済学の第一人者の一人。学位は、農学博士（北海道大学・論文博士・1977年）。北海道大学名誉教授。日本学術会議会員。指導教授は川村琢。門下生に佐藤信（北海学園大学教授）らがいる。

## 来歴
福島県会津若松市生まれ。福島県立会津高等学校を経て、1963年に北海道大学農学部農業経済学科を卒業。恵迪寮出身。1968年に北海道大学大学院農学研究科農業経済学専攻博士課程を修了。
1968年北星学園大学経済学部経済学科講師。1971年北海道大学農学部農業経済学科助手。1977年北海道大学農学部農業経済学科助教授。1990年北海道大学農学部農業経済学科教授。1999年北海道大学農学部学部長。北海道大学大学院農学研究科研究科長。2003年北海道大学停年退官。北海道大学名誉教授。北海学園大学経済学部経済学科教授。北海道地域農業研究所所長。北海道庁農業担当顧問。北海道スローフード協会代表。2004年コープさっぽろ会長（2008年まで）。2008年北海学園大学定年退職。北海学園大学開発研究所特別研究員。
1977年12月北海道大学より農学博士の学位を取得。学位論文の題は「地域農業と農業協同組合」。 
この他1988年～1990年に日本農業経済学会の常務理事や会長も務めた。
2017年8月11日、前立腺癌のため死去。

## 人物
専門は、農業経済学・農業協同組合論。特に協同組合発展の国際比較や農業団体の組織と機能、北海道における農協合併の動静などについて研究する。また、TPPにも反対する立場に立っている。

## 受賞歴
JA研究賞受賞（1993年）

## 業績
- 『地域農業と農協』（日本経済評論社、1979年初版・1982年新装版）
- 湯沢誠編『北海道農業論』（分担執筆、日本経済評論社、1984年）
- 今村奈良臣・永田恵十郎編『明日の農協（食糧・農業問題全集 7）』（分担執筆、農山漁村文化協会、1986年）
- 札幌学院大学人文学部編『北海道の農業と農民』（分担執筆、札幌学院大学生活協同組合、1986年）
- 『国際農業調整と農業保護』（農山漁村文化協会、1990年）
- 『北海道農業の思想像』（北海道大学図書刊行会、1992年）
- 『系統再編と農協改革』（農山漁村文化協会、1992年）
- 出村克彦・三島徳三と共編『農業経済学への招待』（日本経済評論社、1999年）
- 朴紅と共著『リポート中国の農協』（家の光協会、2001年）
- 中嶋信と共編『協同組合運動のエトス : 北の群像』（北海道協同組合通信社、2003年）
- 『農協の大義(農文協ブックレット10)』（農山漁村文化協会、2014年）
- 『新 明日の農協 ： 歴史と現場から』（農山漁村文化協会、2016年）